# سبنسر بيلي
سبنسر بيلي (بالإنجليزية: Spencer Bailey)‏ هو محرر أمريكي، ولد في 18 أغسطس 1985 في دنفر في الولايات المتحدة.

## وصلات خارجية
- الموقع الرسمي